# David Jelínek
David Jelínek (Brno, 7 de setembro de 1990) é um basquetebolista profissional checo que atualmente joga pelo MoraBanc Andorra. O atleta que possui 1,96m de altura, atua como Ala-armador e tem carreira profissional desde 2006.